# سپید و سیاه

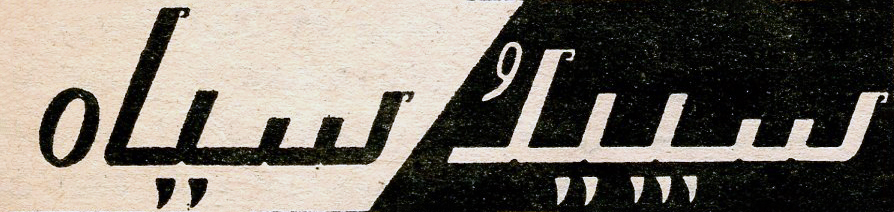
نشان‌وارهٔ مجله سپید و سیاه برگرفته شده از شماره ۱۰۹۸ مجله.

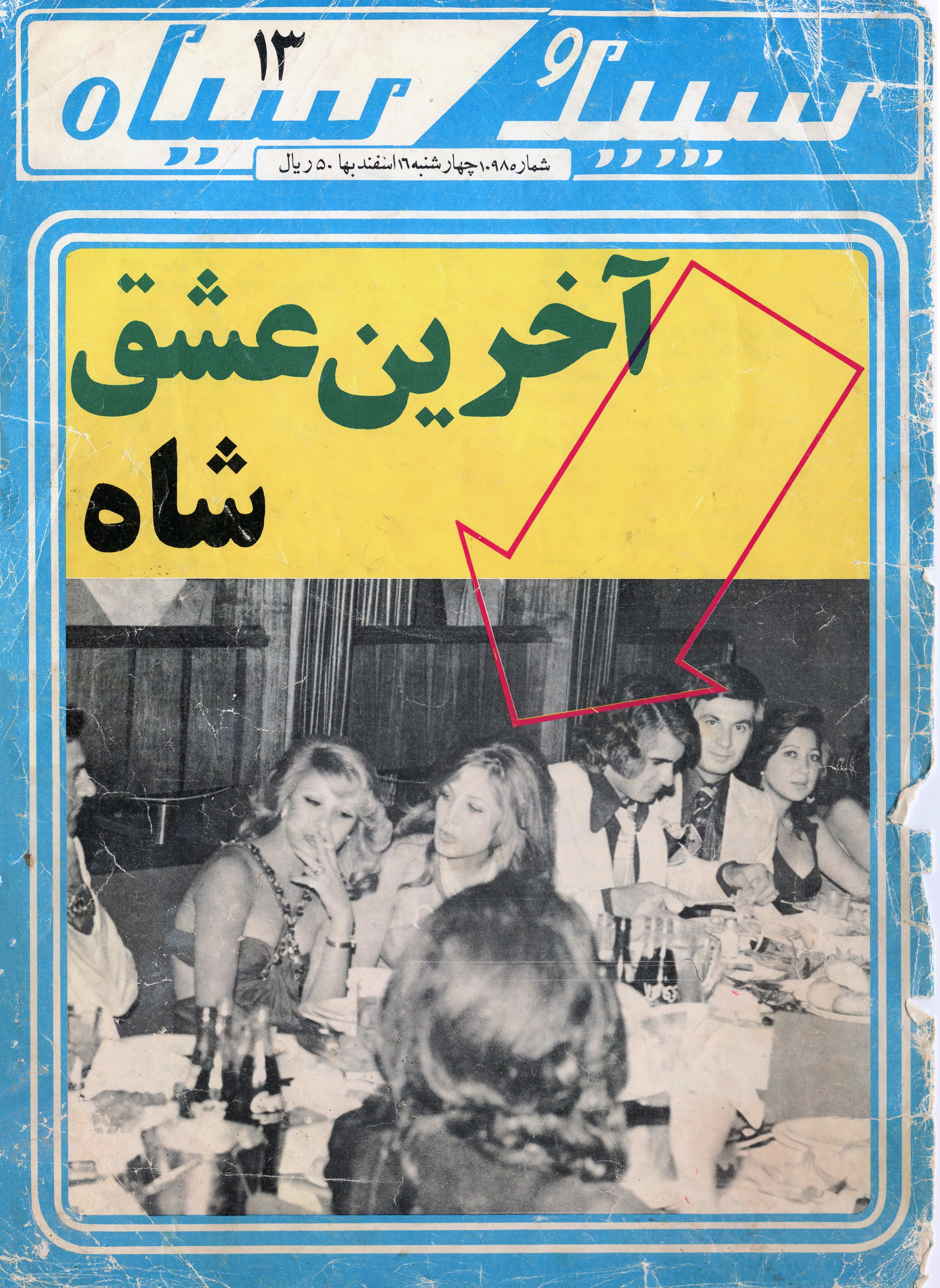
روی جلد مجله سپید و سیاه برگرفته شده از شماره ۱۰۹۸ مجله به تاریخ ۱۶ اسفند ۱۳۵۷.

سپید و سیاه نام مجله‌ای بود که از سال ۱۳۳۲ با مدیریت علی بهزادی، فعالیت خود را آغاز کرد. این مجله در حوالی کودتای ۲۸ مرداد به صحنه آمد.
این مجله توسط روزنامه نگاران دولتی جمهوری اسلامی به حمایت از حکومت پهلوی و فراماسونری متهم می‌شود و کتابی هم با عنوان «مجله سپید و سیاه» در همین مورد نوشته شده‌است.
بارها در ستون نیمه پنهان کیهان نیز به شخص علی بهزادی به عنوان «کارگزار فرهنگی رژیم پهلوی» حمله شده‌است.
اما علی بهزادی در گفتگو با بی‌بی‌سی می‌گوید که به خاطر علاقه‌ای که به مصدق داشت، عکس وی را در جلد شماره اول مجله قرار داد.
دفتر مجله سپید و سیاه در خیابان ایرانشهر شمالی، خیابان آذرمهر، نبش فریدون شهر، شماره ۲۳ قرار داشت.